# اریل گارکی
اریل گارکی (اسپانیایی: Ariel Garcé‎؛ زادهٔ ۱۴ ژوئیهٔ ۱۹۷۹) یک بازیکن فوتبال اهل آرژانتین است.

## تیم ملی
وی همچنین در تیم ملی فوتبال آرژانتین بازی کرده‌است.